# 松下信治
松下 信治（まつした のぶはる、1993年10月13日 - ）は、日本のレーシングドライバー。埼玉県さいたま市出身。
2010年代初期に、フォーミュラシリーズの下位カテゴリーでデビュー。以降GP2 / F2にステップアップし、国際舞台を主戦場に活動していた。現在は、SUPER GTのGT500クラスに参戦している。

## プロフィール
- 身長：171cm、体重：63kg、血液型：RH+B型。
- 趣味はスキー、ドライブ、天体観測。

## 経歴

### レーシングカート
父はそれほど自動車好きというわけではなかったが、幼少期の松下が東京ディズニーランドに行ってもディズニーキャラクターよりも動くクルマのアトラクションに強い関心を示して喜んでいる姿を見て「そんなにクルマが好きならF1を見せてあげよう」と、4歳の松下を1997年F1日本グランプリの開催地鈴鹿サーキットへ観戦につれて行った。そこで見た実物のF1のスピードに感動した松下は、「F1レーサーになりたい」と言い始めたという。この初のレース観戦をきっかけに埼玉県羽生市にあるカートコース クイック羽生でレーシングカートを始め、熱中する。以後は数々のジュニアカテゴリーに参戦し数々の優勝を飾る。2005年からは全日本ジュニアカート選手権に参戦し、優勝を果たす。2006年には同カテゴリーでシリーズランキング2位の成績を残した。
2008年には、オープンマスターズカートに参戦し、ARTAチャレンジクラスでは全5戦中3勝し、シリーズチャンピオンに輝く。また、経済産業大臣賞、最優秀選手賞を受賞し、スカラシップを獲得した。
2009年には、日本最高峰の全日本カート選手権KF1クラスに参戦。開幕戦ツインリンクもてぎでデビューウィンを飾り、コースレコードを記録した。第3戦でも優勝を飾るが、その後はリタイアなどが続き、シリーズランキングは7位となった。2010年には、本山哲が率いるSODI RACING TEAM JAPANから同カテゴリーに参戦し、シリーズランキング3位（優勝1回）の成績を残した。

### ジュニアフォーミュラ〜全日本F3選手権
2011年に、レーシングカートからフォーミュラにステップアップし、鈴鹿サーキットレーシングスクール（SRS-F）に入校。首席で卒業し、スカラシップを獲得した。また、フォーミュラ・ピロータ・チャイナにも参戦し、最終戦のセパン・インターナショナル・サーキットで優勝を飾った。
2012年には、フェラーリの若手育成プロジェクトであるフェラーリ・ドライバー・アカデミーに日本人ドライバーでは初めて参加し、イタリアのマラネロにあるフェラーリのテストコースフィオラノ・サーキットでフォーミュラ3（F3）のテストに参加した。また、フォーミュラチャレンジ・ジャパン（FCJ）に参戦し5勝を挙げ、最終戦までもつれた平川亮とのタイトル争いを制し、シリーズ発足以来初となるルーキーイヤーでのシリーズチャンピオンに輝いた。
2013年度にはHFDP RACING×無限から全日本F3選手権に参戦した。翌年の2014年度シーズンも同じくHFDP RACING×無限から同選手権に参戦し6勝を挙げ、ホンダ勢では2002年の小暮卓史以来12年ぶりとなる全日本F3選手権シリーズチャンピオンに輝いた。また、シーズン終了後には、F1世界選手権アブダビグランプリ後にヤス・マリーナ・サーキットで行われたGP2シリーズのテストにARTグランプリから参加した。

### GP2 / F2シリーズ
2015年度からは唯一の日本人ドライバーとして、F1直下のカテゴリーであるGP2シリーズに参戦。チームは過去にルイス・ハミルトン、ニコ・ロズベルグ、ニコ・ヒュルケンベルグらが在籍したARTグランプリである。松下にとっては初めての海外レースへの参戦となり、グランプリレースが行われる全てのサーキットでの走行経験が無いため、厳しい戦いが予想された。しかし開幕戦のバーレーングランプリでは、初のGP2シリーズ予選でいきなりのフロントローという驚くべきリザルトを残した。また続くスペイングランプリでもファステストラップを記録している。しかしシーズン前半戦は予選での速さとは裏腹に、決勝でのタイヤマネージメントなどに苦しみベストリザルトは6位に留まっていた。そんな中結果が出始めたのは、中盤戦に突入したオーストリアグランプリ。予選ではまたもフロントローを獲得すると、決勝では3位初表彰台を獲得した。そして続く真夏のイギリスグランプリでは、スタートからロケットスタートを決め、優勝争いに食い込む走りを魅せた。しかし2位走行中にエンジントラブルで惜しくもリタイヤとなった。
中盤戦から予選、決勝共に速さを見せてきた松下は遂にハンガリーグランプリで自身、初優勝を飾った。レースはチームメイトでもありマクラーレン・ホンダテストドライバーのストフェル・バンドーンとの一騎討ちとなった。レース序盤、バンドーンはファステストラップ連発の走りで松下の背後コンマ4秒まで接近。これに松下もファステストラップを記録して対抗するが、中盤には松下が3秒近くヴァンドーンを突き放し、全く隙のない力強い走りでそのままチェッカーフラッグを受けた。GP2シリーズでの日本人ドライバー優勝は史上2人目で、これは2008年の小林可夢偉以来となる快挙となった。そしてハンガロリンクに2006年のHonda F1優勝以来の君が代が流れ、表彰式の国際映像には、Honda F1のプロジェクトリーダー新井康久らが微かに涙ぐむ姿が映し出された。また第10戦バーレーンのレース1では3度目の表彰台（2位）を獲得し、GP2初年度はランキング9位で終えた。
2016年度も引き続きARTグランプリからGP2シリーズに参戦。そして第2戦のモナコグランプリで、日本人ドライバーでは史上初となるモナコ市街地サーキットでの優勝を飾った。2位以下を13秒以上引き離し、ファステストラップも獲得した完璧なレースであった。続く第3戦のアゼルバイジャングランプリでは、予選で再びフロントローを獲得し、決勝レースでは終始トップを走行するも、レース後半のセーフティカーリスタート後の多重クラッシュの原因を作ったとして、1ラウンド出場停止のペナルティを受けてしまうこととなる。復帰戦の夏のイギリスグランプリでは5位という結果だったが、その後のヨーロッパラウンドではリタイアなど精彩を欠いたレースが続き、2017年限りでGP2のシートを失った。
2018年、スーパーフォーミュラに出場する傍ら自力でGP2復帰を模索。スポンサー集めや出場チーム首脳らにコンタクトを取り続けて、ホンダ側の再支援を取り付けることに成功。
そして2019年、FIA F2（旧GP2）シリーズに「カーリン・モータースポーツ」から参戦開始。第6戦オーストリアグランプリにて、GP2時代を通し初のレース1優勝を達成した。
2020年、MPモータースポーツに移籍し引き続き参戦したが
、第9戦終了後、BWT HWAレースラボのジュリアーノ・アレジの移籍加入に押し出される格好で再びシートを失った。

### SUPER GT
チーム離脱後、松下はイタリアを離れパリ経由で日本に帰国。その最中に行われたインタビューでは「今シーズンの途中から日本のレースに参戦する可能性は低い」としていたが、スーパー耐久で主戦の高木真一が骨折のアクシデントに見舞われたSUPER GT・GT300クラスのARTA NSX GT3に第7戦より加入、大湯都史樹とコンビを結成した。ARTA総監督の鈴木亜久里からは「レースの3日前」ほどに急遽 参戦の打診があったという。ぶっつけ本番でのSUPER GT初ドライブとなった第7戦では8位、最終戦では7位に入った。
翌2021年はホンダを離れ、日産（nismo）陣営のTEAM IMPULに移籍。レーシングカート時代からの戦友でもある平峰一貴とコンビを組み、第5戦SUGOでGT500初優勝を挙げ、日産勢最上位となるランキング8位に入った。
2022年、金石勝智が代表を務めるAstemo REAL RACINGへ移籍し、塚越広大とのコンビで参戦。再びホンダ陣営の一員となった。2022年第7戦オートポリスで移籍後初勝利を挙げ、ランキング4位を獲得。2023年も同体制で参戦し、第2戦富士と第8戦もてぎでの3位が最高位であったが、ホンダ陣営での2番手となるランキング7位となった。
2024年1月、ARTAへ移籍し野尻智紀との新コンビで8号車をドライブすることが発表された。マシンはホンダが同年よりGT500クラスに投入する「CIVIC TYPE R-GT」となった。第4戦富士ではポールtoウィンを飾り、GT500ベース車両が「CIVIC TYPE R-GT」変更後初優勝を果たした。

### F1テストドライバー
2016年はARTグランプリからGP2シリーズに参戦しつつ、マクラーレン・ホンダのテスト・開発ドライバーに就任した。2017年も引き続きマクラーレン・ホンダのテスト・開発ドライバーを務めた。また2017年7月24日、第11戦ハンガリーグランプリ後に行われる合同テストに、ザウバーから起用された。

### 全日本スーパーフォーミュラ選手権
2018年、スーパーフォーミュラにTEAM DANDELIONより参戦。チームメイトは野尻智紀。第5戦の4位が最高順位だった。
2020年は第4戦からスポット参戦し、セルジオ・セッテ・カマラの代役でBuzz Racing Team with B-MAXの50号車をドライブ、最終第7戦で3位に入った。
2021年はスーパーGTでニッサン陣営に移籍した事にホンダが難色を示し、B-MAXへの残留は開幕戦終了後に決定した。その年の最終戦鈴鹿においてはスーパーフォーミュラ初ポールを獲得するも、フライングスタートによりペナルティを受け、結果的に入賞圏外で完走することになった。
2022年も残留し正式に1ドライバー体制で参戦。第3戦鈴鹿では残り2周のところでラップリーダーだった野尻智紀を1コーナーで大外刈りでかわしていき、そのまま初優勝を飾ったが、第4戦オートポリスで10位入賞以降成績が伸び悩みシリーズ13位でシーズンを終える。
2024年はシートが決まっていなかったが、まだドライバーが決まっていなかったTGM Grand Prixの55号車に開幕3日前で参戦する事が決定した。開幕戦鈴鹿ではテストを行えていない状態のままぶっつけ本番となったが、8位入賞と幸先良いスタートを切ることが出来たが、チーム側の意向で「チーム運営の安定性と持続可能な体制作り」を目的に第4戦以降は大津弘樹と交代する形でシートを失った。
2026年シーズンから DELiGHTWORKS RACINGより参戦する事を発表した。

## レース戦績

### カート〜F3
- 2005年 - 全日本ジュニアカート選手権（茂原大会 優勝）
- 2006年 - 全日本ジュニアカート選手権（シリーズランキング2位、1勝）
- 2007年 - 地方選手権FA-B（シリーズランキング4位）
- 2008年 - オープンマスターズカートARTAチャレンジ（シリーズチャンピオン、3勝）
- 2009年 - 全日本カート選手権KF1（シリーズランキング7位、2勝）（ツインリンクもてぎ　北ショートコース　コースレコード記録）
- 2010年 - 全日本カート選手権KF1（シリーズランキング3位、1勝[24]）
- 2011年
  - 鈴鹿サーキットレーシングスクールフォーミュラ（首席卒業・スカラシップ獲得）
  - フォーミュラ・ピロータ・チャイナ （アジアントロフィー2位、1勝）
- 2012年
  - フェラーリ・ドライバー・アカデミー参加
  - フォーミュラ・チャレンジ・ジャパン (HFDP/SRS-F/ARTA #10)（シリーズチャンピオン、5勝）
- 2013年 - 全日本F3選手権（HFDP RACING F312/無限 #7）（シリーズランキング5位）
- 2014年 - 全日本F3選手権（HFDP RACING F312/無限 #7）（シリーズチャンピオン、6勝）

### 略歴
| 年      | シリーズ                                         | チーム                       | レース           | 勝利             | PP               | FL               | 表彰台           | ポイント         | 順位             |
| ------- | ------------------------------------------------ | ---------------------------- | ---------------- | ---------------- | ---------------- | ---------------- | ---------------- | ---------------- | ---------------- |
| 2011    | フォーミュラ・ピロータ チャイナ                  | スーパー・ライセンス         | 10               | 1                | 1                | 2                | 4                | 89               | 4位              |
| 2012    | フォーミュラチャレンジ・ジャパン                 | -                            | 12               | 5                | 1                | 5                | 10               | 91               | 1位              |
| 2013    | 全日本フォーミュラ3                              | HFDP Racing                  | 15               | 0                | 0                | 0                | 5                | 43               | 5位              |
| 2014    | 全日本フォーミュラ3                              | HFDP Racing                  | 15               | 6                | 5                | 5                | 9                | 102              | 1位              |
| 2015    | GP2シリーズ                                      | ARTグランプリ                | 22               | 1                | 0                | 1                | 3                | 68.5             | 9位              |
| 2015-16 | MRFチャレンジ・フォーミュラ2000                  | MRF・チャレンジ              | 4                | 2                | 1                | 3                | 2                | 80               | 6位              |
| 2016    | フォーミュラ1                                    | マクラーレン・ホンダ         | 開発ドライバー   | 開発ドライバー   | 開発ドライバー   | 開発ドライバー   | 開発ドライバー   | 開発ドライバー   | 開発ドライバー   |
| 2016    | GP2シリーズ                                      | ARTグランプリ                | 20               | 1                | 0                | 4                | 2                | 92               | 11位             |
| 2017    | フォーミュラ1                                    | マクラーレン・ホンダ         | 開発ドライバー   | 開発ドライバー   | 開発ドライバー   | 開発ドライバー   | 開発ドライバー   | 開発ドライバー   | 開発ドライバー   |
| 2017    | フォーミュラ1                                    | ザウバー                     | テストドライバー | テストドライバー | テストドライバー | テストドライバー | テストドライバー | テストドライバー | テストドライバー |
| 2017    | FIA フォーミュラ2選手権                          | ARTグランプリ                | 22               | 2                | 1                | 2                | 4                | 131              | 6位              |
| 2018    | スーパーフォーミュラ                             | Docomo Team Dandelion Racing | 6                | 0                | 0                | 0                | 0                | 7                | 11位             |
| 2019    | FIA フォーミュラ2選手権                          | カーリン                     | 22               | 2                | 1                | 3                | 4                | 124              | 6位              |
| 2019    | ユーロフォーミュラ・オープン・チャンピオンシップ | カーリン                     | 2                | 0                | 1                | 1                | 1                | 20               | 18位             |
| 2020    | FIA フォーミュラ2選手権                          | MPモータースポーツ           | 17               | 1                | 0                | 1                | 1                | 42               | 15位             |
| 2020    | スーパーフォーミュラ                             | Buzz Racing Team with B-MAX  | 4                | 0                | 0                | 0                | 0                | 16               | 15位             |
| 2020    | SUPER GT                                         | ARTA                         | 2                | 0                | 0                | 0                | 0                | 7                | 23位             |
| 2021    | スーパーフォーミュラ                             | B-MAX RACING TEAM            | 6                | 0                | 1                | 0                | 2                | 33.5             | 8位              |
| 2021    | SUPER GT                                         | TEAM IMPUL                   | 8                | 1                | 0                | 0                | 2                | 45               | 8位              |
| 2022    | スーパーフォーミュラ                             | B-MAX RACING TEAM            | 10               | 1                | 0                | 0                | 1                | 21               | 13位             |
| 2022    | SUPER GT                                         | Astemo REAL RACING           | 8                | 1                | 0                | 0                | 3                | 60               | 4位              |
| 2023    | スーパーフォーミュラ                             | B-MAX RACING TEAM            | 9                | 0                | 0                | 0                | 0                | 4                | 19位             |
| 2023    | SUPER GT                                         | Astemo REAL RACING           | 8                | 0                | 0                | 0                | 1                | 45               | 6位              |
| 2024    | スーパーフォーミュラ                             | TGM Grand Prix               | 3                | 0                | 0                | 0                | 0                | 3                | 15位             |
| 2024    | SUPER GT                                         | ARTA                         | 8                | 1                | 1                | 0                | 2                | 43               | 9位              |
| 2025    | SUPER GT                                         | ARTA                         |                  |                  |                  |                  |                  |                  |                  |

- * : 今シーズンの順位。（現時点）

### 全日本フォーミュラ3選手権
| 年     | チーム      | エンジン | 1      | 2      | 3      | 4      | 5      | 6        | 7        | 8      | 9      | 10     | 11     | 12     | 13     | 14     | 15       | 順位 | ポイント |
| ------ | ----------- | -------- | ------ | ------ | ------ | ------ | ------ | -------- | -------- | ------ | ------ | ------ | ------ | ------ | ------ | ------ | -------- | ---- | -------- |
| 2013年 | HFDP Racing | 無限     | SUZ1 4 | SUZ2 5 | TRM1 5 | TRM2 3 | TRM3 5 | OKA1 Ret | OKA2 Ret | FSW1 5 | FSW2 3 | TRM1 5 | TRM2 4 | SUG1 3 | SUG2 3 | FSW1 2 | FSW2 Ret | 5位  | 43       |
| 2014年 | HFDP Racing | 無限     | SUZ1 4 | SUZ2 4 | TRM1 1 | TRM2 1 | TRM3 1 | OKA1 2   | OKA2 14  | FSW1 4 | FSW2 1 | TRM1 4 | TRM2 2 | SUG1 1 | SUG2 1 | FSW1 4 | FSW2 3   | 1位  | 102      |

- 太字はポールポジション、斜字はファステストラップ。(key)

### GP2シリーズ／FIA フォーミュラ2選手権
| 年     | エントラント       | 1          | 2          | 3          | 4          | 5           | 6           | 7          | 8          | 9           | 10         | 11         | 12          | 13          | 14          | 15          | 16          | 17         | 18         | 19          | 20          | 21         | 22          | 23        | 24        | DC   | ポイント |
| ------ | ------------------ | ---------- | ---------- | ---------- | ---------- | ----------- | ----------- | ---------- | ---------- | ----------- | ---------- | ---------- | ----------- | ----------- | ----------- | ----------- | ----------- | ---------- | ---------- | ----------- | ----------- | ---------- | ----------- | --------- | --------- | ---- | -------- |
| 2015年 | ARTグランプリ      | BHR FEA 10 | BHR SPR 6  | CAT FEA 11 | CAT SPR 18 | MON FEA Ret | MON SPR 19  | RBR FEA 4  | RBR SPR 3  | SIL FEA Ret | SIL SPR 19 | HUN FEA 8  | HUN SPR 1   | SPA FEA Ret | SPA SPR 15  | MNZ FEA Ret | MNZ SPR 15  | SOC FEA 10 | SOC SPR 7  | BHR FEA 2   | BHR SPR Ret | YMC FEA 11 | YMC SPR C   |           |           | 9位  | 68.5     |
| 2016年 | ARTグランプリ      | CAT FEA 11 | CAT SPR 8  | MON FEA 8  | MON SPR 1  | BAK FEA 6   | BAK SPR Ret | RBR FEA EX | RBR SPR EX | SIL FEA 6   | SIL SPR 5  | HUN FEA 6  | HUN SPR Ret | HOC FEA 9   | HOC SPR 12  | SPA FEA 11  | SPA SPR 11  | MNZ FEA 11 | MNZ SPR 6  | SEP FEA Ret | SEP SPR 7   | YMC FEA 2  | YMC SPR 4   |           |           | 11位 | 92       |
| 2017年 | ARTグランプリ      | BHR FEA 8  | BHR SPR 14 | CAT FEA 5  | CAT SPR 1  | MON FEA 3   | MON SPR 7   | BAK FEA 12 | BAK SPR 7  | RBR FEA 6   | RBR SPR 14 | SIL FEA 10 | SIL SPR 8   | HUN FEA 5   | HUN SPR 1   | SPA FEA 16  | SPA SPR Ret | MNZ FEA 2  | MNZ SPR 7  | JER FEA 18  | JER SPR 11  | YMC FEA 6  | YMC SPR 4   |           |           | 6位  | 131      |
| 2019年 | カーリン           | BHR FEA 9  | BHR SPR 12 | BAK FEA 13 | BAK SPR 12 | CAT FEA 11  | CAT SPR Ret | MON FEA 2  | MON SPR 9  | LEC FEA 9   | LEC SPR 9  | RBR FEA 1  | RBR SPR 5   | SIL FEA 9   | SIL SPR 7   | HUN FEA 5   | HUN SPR 2   | SPA FEA C  | SPA SPR C  | MNZ FEA 1   | MNZ SPR 5   | SOC FEA 6  | SOC SPR Ret | YMC FEA 2 | YMC SPR 7 | 6位  | 144      |
| 2020年 | MPモータースポーツ | RBR FEA 9  | RBR SPR 6  | RBR FEA 17 | RBR SPR 11 | HUN FEA 12  | HUN SPR 11  | SIL FEA 10 | SIL SPR 7  | SIL FEA 11  | SIL SPR 18 | CAT FEA 1  | CAT SPR 5   | SPA FEA Ret | SPA SPR DNS | MNZ FEA 15  | MNZ SPR 11  | MUG FEA 11 | MUG SPR 14 | SOC FEA     | SOC SPR     | BHR FEA    | BHR SPR     | BHR FEA   | BHR SPR   | 15位 | 42       |

- 太字はポールポジション、斜字はファステストラップ（2ポイント加算）。(key)

### スーパーフォーミュラ
| 年     | チーム                       | シャシー       | エンジン | 1      | 2      | 3      | 4       | 5       | 6       | 7       | 8      | 9      | 10      | 順位 | ポイント |
| ------ | ---------------------------- | -------------- | -------- | ------ | ------ | ------ | ------- | ------- | ------- | ------- | ------ | ------ | ------- | ---- | -------- |
| 2018年 | DOCOMO TEAM DANDELION RACING | ダラーラ・SF14 | ホンダ   | SUZ 12 | AUT C  | SUG 10 | FSW 9   | TRM 4   | OKA 9   | SUZ 7   |        |        |         | 11位 | 7        |
| 2020年 | Buzz Racing Team with B-MAX  | ダラーラ・SF19 | ホンダ   | TRM    | OKA    | SUG    | AUT 6   | SUZ Ret | SUZ 14  | FSW 3   |        |        |         | 15位 | 16       |
| 2021年 | B-MAX Racing Team            | ダラーラ・SF19 | ホンダ   | FSW    | SUZ 13 | AUT 3  | SUG 4   | TRM 3   | TRM 6   | SUZ 12  |        |        |         | 8位  | 33.5     |
| 2022年 | B-MAX Racing Team            | ダラーラ・SF19 | ホンダ   | FSW 20 | FSW 19 | SUZ 1  | AUT 10  | SUG Ret | FSW DNS | MOT 11  | MOT 11 | SUZ 17 | SUZ Ret | 13位 | 21       |
| 2023年 | B-MAX Racing Team            | ダラーラ・SF23 | ホンダ   | FSW 13 | FSW 12 | SUZ 12 | AUT Ret | SUG Ret | FSW 13  | MOT Ret | SUZ 13 | SUZ 7  |         | 19位 | 4        |
| 2024年 | TGM Grand Prix               | ダラーラ・SF23 | ホンダ   | SUZ 8  | AUT 16 | SUG 19 | FSW     | MOT     | FSW     | FSW     | SUZ    | SUZ    |         | 15位 | 3        |

- 太字はポールポジション、斜字はファステストラップ。(key)
- * : 今シーズンの順位。（現時点）

### SUPER GT
| 年     | チーム             | 使用車両                   | クラス | 1      | 2      | 3       | 4      | 5      | 6       | 7      | 8     | 順位 | ポイント |
| ------ | ------------------ | -------------------------- | ------ | ------ | ------ | ------- | ------ | ------ | ------- | ------ | ----- | ---- | -------- |
| 2020年 | ARTA               | ホンダ・NSX GT3            | GT300  | FSW    | FSW    | SUZ     | TRM    | FSW    | SUZ     | TRM 8  | FSW 7 | 23位 | 7        |
| 2021年 | TEAM IMPUL         | 日産・GT-R                 | GT500  | OKA 10 | FSW 9  | SUZ 6   | TRM 11 | SUG 1  | AUT 7   | TRM 3  | FSW 9 | 8位  | 45       |
| 2022年 | Astemo REAL RACING | ホンダ・NSX-GT             | GT500  | OKA 9  | FSW 9  | SUZ 2   | FSW 10 | SUZ 2  | SUG 12  | AUT 1  | MOT 5 | 4位  | 60       |
| 2023年 | Astemo REAL RACING | ホンダ・NSX-GT             | GT500  | OKA 7  | FSW 3  | SUZ 9   | FSW 7  | SUZ 4  | SUG DSQ | AUT 6  | MOT 3 | 6位  | 45       |
| 2024年 | ARTA               | ホンダ・シビックタイプR-GT | GT500  | OKA 8  | FSW 14 | SUZ Ret | FSW 1  | SUZ 12 | SUG 15  | AUT 11 | MOT 2 | 9位  | 43       |
| 2025年 | ARTA               | ホンダ・シビックタイプR-GT | GT500  | OKA 7  | FSW    | SEP     | FSW    | SUZ    | SUG     | AUT    | MOT   | 7位* | 4*       |

- 太字はポールポジション、斜字はファステストラップ。(key)
- * : 今シーズンの順位。（現時点）